# Fallen Angels (Via Mistica)
Fallen Angels è un album in studio del gruppo musicale polacco Via Mistica, pubblicato nel 2004.

## Tracce
1. Angel of Destiny – 8:24
2. Aristea – 4:36
3. Edge of Darkness – 5:20
4. Fallen Angels – 3:45
5. Deadly Lullaby – 3:36
6. Two Voices – 7:43
7. Poison – 4:11
8. Pray for Strength – 2:13
9. The Miracle – 5:11
10. Rise of Resurrection – 6:17
11. Upadłe anioły (versione in polacco) – 2:59

## Formazione
- Jarek "Jaruss" Jefimiuk - basso
- Adam Radziszewski - batteria
- Marcin "Dracula" Sidz - chitarre
- Marek "Marecki" Przybyłowski - chitarre, voce
- Jarek "Rycho" Ryszkiewicz - tastiera elettronica
- Kaśka - voce, violoncello